# BSD Daemon
BSD Daemon je společný maskot operačních systémů z rodiny BSD, představuje ho malý červený čertík. Dříve byl maskotem FreeBSD, NetBSD a OpenBSD.
Někteří lidé mu říkají „Beastie“ (vyslovujeme „býstý“), což je zkomolenina vyslovení anglické zkratky BSD – „BeeS Dee“. BSD Daemon je démon a obvykle nosí trojzubec, který symbolizuje forkování démona jako počítačového procesu.
Copyright na BSD Daemona vlastní Marshall Kirk McKusick, který se snaží, aby byl správně používán na propagaci služeb a softwaru BSD. Současnou proslavenou verzi BSD Daemona nakreslil režisér animovaných filmů John Lasseter 22. dubna 1988.

## ASCII obrázek
Obrázek BSD Daemona jako ASCII art se objevuje ve startovací nabídce systému FreeBSD a také jako screensaver daemon.
```
                ,        ,         
               /(        )`        
               \ \___   / |        
               /- 
_
  `-/  '        
              (
/\/ \
 \   /\        
              
/ /   |
 `    \       
              
O O
   
)
 /    |       
              
`-^--'
`<     '       
             (_.)  _  )   /        
              `.___/`    /         
                `-----' /          

   
<
----.
     __ / __   \          

   
<
----|====
O)))
==
) \) /
====
      

   
<
----'
    `--' `.__,' \         
                |        |         
                 \       /       /\

            ______
( (_  / \______/
 

          ,'  ,-----'   |          
          `--{__________)          
```

Dřívější logo FreeBSD
Současné logo FreeBSD